# ウーゴ・ロペス
ビクトル・ウーゴ・ロペス・ロメロ（Víctor Hugo López Romero、1982年11月23日 - ）は、スペイン・アンダルシーア州マラガ県マラガ出身の元ハンドボール選手、指導者。日本ハンドボールリーグの豊田合成でコーチを務めている。

## 経歴
2000年、リーガASOBALのクラブ・バロンマーノ・マラガに加入。
2002年にはスペインU-21代表に選出され、ブラジルで行われたU-21世界選手権に出場。同年クラブ・バロンマーノ・ガルダルへ移籍。
2003年にクラブ・バロンマーノ・アルメリアへ移籍。
2005年、クラブ・バロンマーノ・バジャドリッドへ移籍。バジャドリッドでは3度の欧州選手権、2度のEHFチャンピオンズリーグ出場を経験。2009年にはスペイン代表として世界選手権に出場し、7試合で9得点を記録。
2010年、ナトゥルハウス・ラ・リオハへ移籍し、3年間プレー。
2013年、ハンドボール・ブンデスリーガ（ドイツ）のTVグロスバルシュタットへ移籍。
2015年からはカタールリーグのアル・キヤダへ加入。
2016年8月23日に日本ハンドボールリーグの豊田合成へ加入。豊田合成としては初の外国人選手となる。
2017年の第7回全日本社会人ハンドボール選手権大会でベストセブンを受賞。
2018-19年シーズンはリーグ8位となる113得点を記録。ベストディフェンダー賞を受賞した。
2019年の第9回社会人選手権終了後に現役を引退。

## 詳細情報

### 年度別成績
| 年       | リーグ   | チーム     | 試合 | フィールド 得点 | 率   | 7m    | 合計    | 警告 | 退場 | 失格 |
| -------- | -------- | ---------- | ---- | --------------- | ---- | ----- | ------- | ---- | ---- | ---- |
| 2011-12  | ASOBAL   | ラ・リオハ | 30   | 47/95           | .495 | 0/0   | 47/95   | -    | -    | -    |
| 2012-13  | ASOBAL   | ラ・リオハ | 27   | 48/76           | .632 | 0/0   | 48/76   | -    | -    | -    |
| 2016-17  | JHL      | 豊田合成   | 12   | 50/90           | .555 | 0/0   | 50/90   | 5    | 12   | 0    |
| 2017-18  | JHL      | 豊田合成   | 17   | 17/34           | .500 | 27/33 | 44/67   | 0    | 3    | 0    |
| 2018-19  | JHL      | 豊田合成   | 23   | 65/106          | .613 | 48/53 | 113/159 | 7    | 6    | 0    |
| JHL：3年 | JHL：3年 | JHL：3年   | 52   | 132/230         | .574 | 75/86 | 207/316 | 12   | 21   | 0    |

- 各年度の太字はリーグ最高
- リーガASOBALでの2010-11年シーズン以前の成績は公式記録がないため省略

### JHLプレーオフ
| 年      | チーム   | 試合                       | フィールド 得点 | 率   | 7m  | 合計 | 警告 | 退場 | 失格 |
| ------- | -------- | -------------------------- | --------------- | ---- | --- | ---- | ---- | ---- | ---- |
| 2017-18 | 豊田合成 | 大同特殊鋼戦 (1stステージ) | 2/5             | .400 | 1/1 | 3/6  | 0    | 0    | 0    |
| 2018-19 | 豊田合成 | トヨタ車体戦 (2ndステージ) | 2/5             | .400 | 0/1 | 2/6  | 1    | 0    | 0    |

### タイトル・表彰

#### 日本ハンドボールリーグ
- ベストディフェンダー賞：1回 (2018年)

#### 社会人選手権
- ベストセブン：1回 (2017年)

### 記録

#### 日本ハンドボールリーグ
- フィールドゴール初得点：2016年9月10日、対北陸電力戦（TGアリーナ）[5]
- 7mスロー初得点：2017年10月28日、対トヨタ自動車東日本戦（枇杷島スポーツセンター）[6]

### 背番号
- 11 (2016年 - 2019年)